# Polodoro
Polodoro is een bestuurslaag in het regentschap Batang van de provincie Midden-Java, Indonesië. Polodoro telt 1273 inwoners (volkstelling 2010).